# Jim Kerr
James Kerr (Glasgow, 9 de julho de 1959) é um cantor e compositor escocês e o vocalista da banda de rock Simple Minds. Ele alcançou cinco vezes o primeiro lugar na parada UK No. 1 com álbuns com a banda, incluindo um No. 1 single em 1989 com "Belfast Child". Ele lançou seu primeiro álbum solo, Lostboy! AKA Jim Kerr, em 27 de maio de 2010. A voz de Kerr foi descrita como "o rico barítono de David Bowie fundido com o canto aveludado de Bryan Ferry".

## Início da vida e Simple Minds
Nascido em Toryglen, Glasgow, com ascendência irlandesa, Kerr frequentou a Escola Secundária Holyrood R. C. Ele teve uma gagueira durante a infância e no início da adolescência.
Em 1977, ele foi um dos membros fundadores da banda de punk rock Johnny and the Self Abusers. Chamando-se de Pripton Weird, tocou teclados e compartilhou vocais com John Milarky. Allan McNeill também estava envolvido com a banda, e passou a ser o gerente da banda pop Hue and Cry. A banda durou 8 meses, período durante o qual Kerr emergiu como um dos principais compositores. Em novembro de 1977, eles mudaram seu nome para Simple Minds, rapidamente reduzidos a 4 membros, depois aumentaram para 5, depois 6, depois voltaram para 5 antes de um período de estabilidade.
Ele continua a gravar e excursionar com Simple Minds, que lançou seu último álbum Walk Between Worlds na primavera de 2018. Kerr atualmente vive em Taormina, Sicília, onde administra um hotel, Villa Angela.

## Carreira solo

### Lostboy! AKA Jim Kerr(2010-presente)
"Shadowland" foi lançado como o primeiro single do álbum. A versão do álbum da música foi disponibilizada para ser ouvida como um fluxo de áudio em 13 de março de 2010. Um novo remix, mais adequado para o rádio, foi feito por Cenzo Townshend, a quem Jim Kerr escolheu por causa do trabalho anterior de Townshend com o último álbum do Simple Minds, Graffiti Soul. Um single promocional com as novas mixagens de rádio da música foi enviado às estações de rádio em 4 de abril de 2010.  "Shadowland" foi originalmente projetado para ser lançado como um lançamento físico comercial, mas acabou sendo lançado apenas como um single de download em 9 de maio de 2010. As três faixas do single de download eram as mesmas três disponíveis anteriormente no single promocional da rádio "Shadowland".
A versão do álbum "Refugee" estreou no show de Billy Sloan em 7 de março de 2010. Uma semana depois, a versão completa do álbum "Refugee" foi disponibilizada para download no site inicial www.lostboyaka.com. Em 13 de abril de 2010, "Refugee" foi lançado como faixa principal do pacote duplo de download gratuito Welcome Gift 1, lançado como parte do lançamento do site principal em www.lostboyaka.com. Além da versão do álbum lançada anteriormente "Refugee", o pacote duplo para download gratuito incluía a faixa "What Goes On" (Scary Monsters Mix), que era exclusiva deste lançamento. O pacote também incluiu a arte e um arquivo de texto solicitando que as faixas não fossem carregadas em nenhum outro site.
"She Fell in Love With Silence" foi lançado como single em 15 de agosto de 2010. O single foi lançado nos formatos digital e físico.
Jim Kerr lançou seu primeiro álbum solo Lostboy! AKA Jim Kerr, em 17 de maio de 2010, sob o nome "Lostboy! AKA ". Explicando o nome e o espírito do projeto, ele comentou "Eu não queria começar uma nova banda. Eu gosto da minha banda (risos) ... e também não queria um álbum solo de Jim Kerr".
A primeira turnê Lostboy! AKA teve 10 datas na Europa, e ocorreu de 18 a 31 de maio de 2010. Em agosto de 2010, Lostboy! AKA embarcou em uma turnê de 12 dias "Electroset Radio" para várias estações de rádio europeias / britânicas, mas a banda tocou apenas 4 datas (3 na Alemanha e 1 na Espanha). Um terceiro Lostboy AKA! turnê, um novo "Electroset" (europeu) de 25 datas (com Simon Hayward e Sarah Brown) foi agendado de 18 de outubro a 3 de dezembro de 2010, mas a banda fez apenas 9 shows até o resto da turnê ser cancelada após a apresentação em 13 de novembro de 2010 em Dublin, Irlanda, por causa da mãe de Jim, Irene, que adoeceu com decorrência do câncer.
O segundo Lostboy! álbum, O retorno do Lostboy!, foi mencionado pela primeira vez por Jim Kerr em fevereiro de 2010 durante o trabalho de pós-produção do primeiro álbum. Jim Kerr escreveu e gravou até 25 músicas para o novo álbum. Seu lançamento foi planejado após a turnê mundial de 2013 do Simple Minds, mas foi adiado indefinidamente.

## Outro trabalho
Kerr ajudou a organizar uma festa de 90 anos para Nelson Mandela no Hyde Park, Londres, em 27 de junho de 2008.     O evento ocorreu 20 anos depois que Kerr e Simple Minds tiveram um papel (lançando o single Mandela Day, entre outras atividades) no concerto de 70 anos no Wembley Stadium, realizado para exigir a libertação de Mandela. Mandela participou pessoalmente do evento de 2008.

## Vida pessoal
Kerr foi casado com Chrissie Hynde, vocalista do The Pretenders, em 1984 (divorciados em 1990). Eles tiveram uma filha chamada Yasmin. Posteriormente, ele foi casado com a atriz Patsy Kensit em 1992 (divorciados em 1996), com quem teve um filho chamado James (nascido em setembro de 1993).
Jim Kerr é um torcedor do Celtic e um defensor ativo do clube.
Mark Kerr, irmão do vocalista, também é músico, tocando em grupos como a banda de hard rock Gun.

## Discografia

### Álbuns solo
- Lostboy! AKA Jim Kerr (2010)

### Singles solo
- "Shadowland" (2010)
- "Refugee" (2010)
- "She Fell In Love With Silence" (2010)